# Ро (река)
Ро (англ. River Roe, ирл. Abhainn na Ró) — река в Северной Ирландии, полностью находится в графстве Лондондерри. Течёт в северном направлении с гор Сперрин в Лох-Фойл через города Дангивен и Лимавади.

## Этимология
Происхождение название Ро неизвестно. Есть предположение, что слово имеет скандинавские корни или произошло от ирландского слова rua, что в переводе означает «красный», то есть «красная река».
Согласно ирландской правительственной базе географических наименований, ирландское название реки — Abhainn na Ró, что переводится «Река Гребли», вероятно, потому что в древние времена по ней часто плыли на дубовых лодках.

## Геология
Бассейн Ро — широкая ледниковая долина. Большую свою часть до Лимавади река течёт посреди открытого травянистого пасторального пейзажа сельскохозяйственных угодий. Но в пределах загородного парка «Долина Ро» она сужается, поскольку проходит через узкое ущелье, сложенное из метаморфических горных пород. После Лимавади река расширяется и, извиваясь, образует эстуарий, впадающий в Лох-Фойл. В связи с открытостью долины Ро в верхней части реки, обильные осадки способны вызвать значительный рост уровня реки. Однако в нижней части реки имеется естественная защита, позволяющая предотвратить наводнение, когда река выходит из берегов. Устье реки обеспечивает кормом многих птиц и является областью гнездования чибисов.

## Рыбалка
Загородный парк «Долина Ро» является очень популярным местом рыбалки. Ловят здесь обычно сёмгу и кумжу.